# Vereniging Saamaka Gemeenschappen
De stichting Vereniging Saamaka Gemeenschappen (VSG), tot 2023 de Vereniging Saamaka Gezagdragers (VSG), is een overkoepelende belangenorganisatie voor Saramaccaners (Saamaka in het Saramaccaans).
De VSG werd in 1996 opgericht om de positie van de gezagdragers in 77 dorpen te versterken bij de bescherming van mensenrechten en grondenrechten van de Saramaccaners. Sinds 1998 is Hugo Jabini de woordvoerder. De vereniging ziet toe op de uitvoering van het Saamaka-vonnis uit 2007. Deze zaak spanden de VSG en twaalf lö (families/clans) in 2000 met succes aan bij de Inter-Amerikaanse Mensenrechtencommissie van de Organisatie van Amerikaanse Staten (OAS).
Verder richt ze zich op het duurzame gebruik van de natuur op Saramaccaans grondgebied, zodat deze er ook is voor de volgende generaties. Goudwinning en houtkap wordt door de organisatie toegestaan, mits het op een verantwoorde wijze gebeurt.